# Valérie Valois
Valérie Valois (* 10. Februar 1969 als Valérie Morin) ist eine kanadische Schauspielerin.

## Leben
Valois ist die Tochter der kanadischen Schauspielerin Margot Campbell (* 10. August 1935). Ihre jüngere Schwester ist die Schauspielerin Joëlle Morin (* 27. April 1971). Ihr Onkel war der Filmproduzent und Schauspieler Pierre Valcour (1931–2012). Sie gab 1987 ihr Schauspieldebüt in der Fernsehserie La maison Deschênes. 1989 folgten 13 Episoden in der Rolle der Marie-France Gagnon in der Fernsehserie Lance et compte III. 1990 und 1991 übernahm sie in den Fernsehfilmablegern Lance et compte: Tous pour un und Lance et compte: Le moment de vérité dieselbe Rolle. Von 1989 bis 1993 war sie außerdem in insgesamt 55 Episoden der Fernsehserie Chambres en ville als Annik Senneville zu sehen. 1991 übernahm sie eine größere Rolle in dem Spielfilm Scanners III.
In den folgenden Jahren konnte sie sich als Episodendarstellerin im kanadischen Fernsehen etablieren. In der Fernsehserie Blanche wirkte sie in vier Episoden als Germaine Larivière mit. 2003 war sie in der Fernsehserie St. Tropez als Justine zu sehen. 2006 folgten neun Episoden in der Fernsehserie Caméra café als Line Coulombe. 2008 war sie im Fernsehfilm Lava – Die Erde verglüht als Lori Wilson in einer Hauptrolle zu sehen. Danach folgten 2008 Besetzungen in der Fernsehserie Chez Jules sowie 2011 Episodenrollen in den Fernsehserien Trauma und Mirador.

## Filmografie
- 1987: La maison Deschênes (Fernsehserie)
- 1989: Lance et compte III (Fernsehserie, 13 Episoden)
- 1989–1993: Chambres en ville (Fernsehserie, 55 Episoden)
- 1990: Lance et compte: Tous pour un (Fernsehfilm)
- 1991: Lance et compte: Le moment de vérité (Fernsehfilm)
- 1991: Scanners III (Scanners III: The Takeover)
- 1992–1993: La misère des riches II (Fernsehserie)
- 1993: Blanche (Fernsehserie, 4 Episoden)
- 1993: Les grands procès (Fernsehserie, Episode 1x03)
- 1995: Les machos (Fernsehserie)
- 1996: Radio Enfer (Fernsehserie, Episode 1x21)
- 1996: Angelo, Frédo et Roméo
- 1998: Auf dem Laufsteg ist die Hölle los (She’s Too Tall)
- 1998: Le lépidoptère (Kurzfilm)
- 1999: Taxman
- 2000: The Hunger (Fernsehserie, Episode 2x22)
- 2003: St. Tropez (Fernsehserie, 4 Episoden)
- 2006: Naked Josh (Fernsehserie, Episode 3x05)
- 2006: Caméra café (Fernsehserie, 9 Episoden)
- 2008: Lava – Die Erde verglüht (Lava Storm) (Fernsehfilm)
- 2008: Chez Jules (Fernsehserie)
- 2011: Trauma (Fernsehserie) (Fernsehserie, Episode 2x08)
- 2011: Mirador (Fernsehserie, Episode 2x07)